# Microspathodon dorsalis

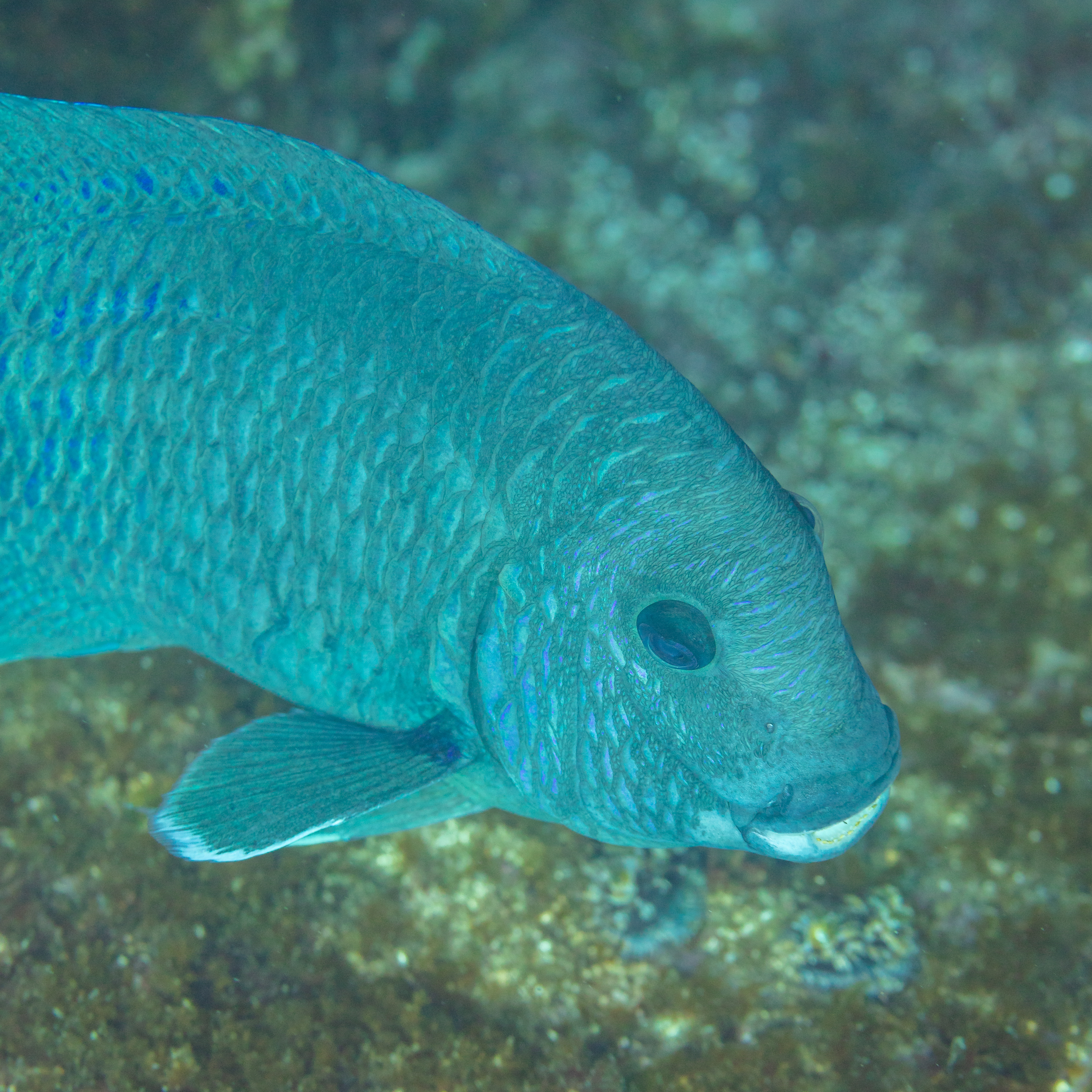
Detalle de un ejemplar en Baja California (México).

Microspathodon dorsalis es una especie de peces de la familia Pomacentridae en el orden de los Perciformes.

## Morfología
Los machos pueden llegar alcanzar los 31 cm de longitud total.

## Hábitat
Es un pez de mar.

## Distribución geográfica
Se encuentra desde el Golfo de California hasta la Isla Malpelo (Colombia), incluyendo las Islas Revillagigedo e Islas Galápagos.